# معسكر شتوتهوف

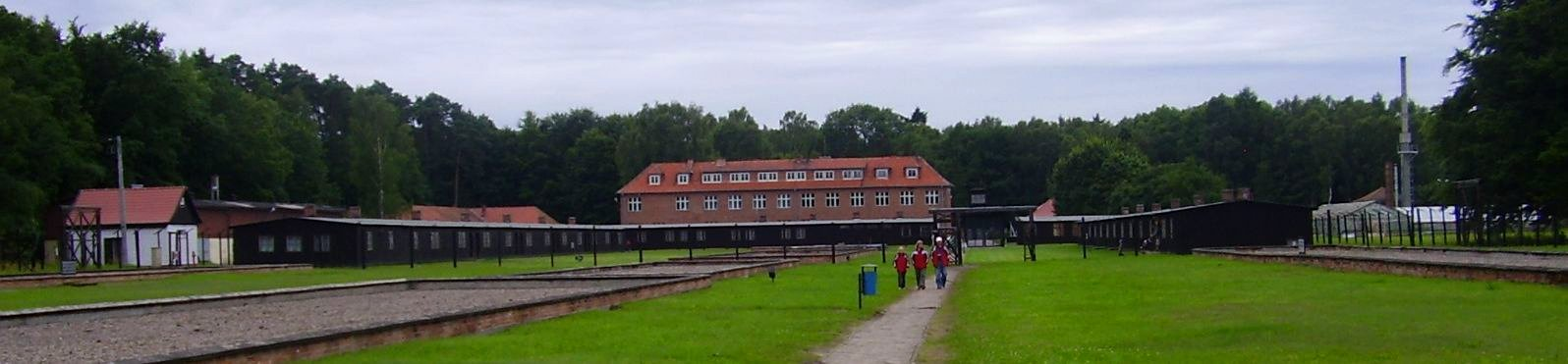
بانوراما متحف ستوتثوف 2007

شتوتهوف معسكر اعتقال ألماني نازي تم تأسيسه في منطقة منعزلة ورطبة ومشجرة بالقرب من بلدة Sztutowo الصغيرة 43كم شرق مدينة دانزيج في الأراضي السابقة لمدينة دانزيغ الحرة. أقيم المعسكر حول الهياكل القائمة بعد غزو بولندا في الحرب العالمية الثانية، والذي استخدم لسجن الزعماء والمثقفين البولنديين.  تم بناء الثكنات الفعلية في العام التالي على يد مئات السجناء.
كان ستوتثوف أول معسكر اعتقال للنازيين أقيم خارج الحدود الألمانية في الحرب العالمية الثانية عمل من 2 سبتمبر 1939. كان أيضًا آخر معسكر حرره الحلفاء في 9 مايو 1945. تشير التقديرات إلى أن ما بين 63000 و65000 سجين من معسكر الاعتقال ستوتثوف ومخيماته الفرعية لقوا حتفهم نتيجة القتل والأوبئة وظروف العمل القاسية والإخلاء ونقص المساعدة الطبية. حوالي 28000 منهم من اليهود. مجموع ما تم ترحيله يصل إلى 110,000 شخص هناك أثناء وجود المخيم. تم نقل حوالي 24600 منه إلى مواقع أخرى. 

## معسكر
ارتبط إنشاء المعسكر بمشروع التطهير العرقي الذي تضمن تصفية النخب البولندية (المثقفين والقادة الدينيين والسياسيين) في منطقة دانزيغ وبروسيا الغربية. 
حتى قبل اندلاع الحرب، قام «سيلبستشوتز» الألماني في بوميرانيا بإنشاء قوائم بأشخاص ليتم لقبض عليهم،  وكانت السلطات النازية تراجع سراً الأماكن المناسبة لإقامة معسكرات اعتقال في منطقتهم. 
كان في الأصل معسكر اعتقال مدني تحت قيادة قائد شرطة دانزيغ، قبل التوسع الهائل الذي تلا ذلك. في نوفمبر 1941، أصبح معسكر «تعليم العمال» (مثل داخاو)، الذي تديره شرطة الأمن الألمانية. وأخيرًا، في يناير 1942، أصبح شتوتهوف معسكر اعتقال منتظمًا. 

## المخيمات الفرعية
كان معسكر الاعتقال الألماني الرئيسي في شتوتثوف يضم ما يصل إلى 40 معسكرًا فرعيًا خلال الحرب العالمية الثانية. في المجموع، احتجزت المعسكرات الفرعية 110,000 سجين من 25 دولة حسب المكتبة الافتراضية اليهودية. 

## القادة
- SS-Sturmbannführer Max Pauly ، سبتمبر 1939 - أغسطس 1942
- SS-Sturmbannführer Paul-Werner Hoppe ، أغسطس 1942 - يناير 1945

## لعبة الوسم
في عام 1999، قام أرتور شميفسكي بتصوير مجموعة من الأشخاص العراة يلعبون لعبة العلامة في إحدى غرف الغاز في المعسكر، مما أثار غضبًا. 

## سجناء بارزون
- إنغريد بيت، الممثلة البولندية البريطانية، مؤلفة وكاتبة
- Balys Sruoga ، الكاتب المسرحي للشاعر الليتواني، الناقد والمنظر الأدبي
- Reidar Kvammen ، لاعب كرة قدم نرويجي دولي